# 平衡常数
當可逆化学反应达到平衡时，每个产物浓度（或压强）系数次幂的连乘积与每个反应物浓度（或压强）系数次幂的连乘积成正比，这个比值叫做化学平衡常数，简称平衡常数，记作{\displaystyle K} 。平衡时反应进行得越完全，平衡常数就越大。依据勒夏特列原理，平衡常數只受温度影响。

## 平衡常數的種類
以反應{\displaystyle \ a\mathrm {A} +b\mathrm {B} \leftrightarrow c\mathrm {C} +d\mathrm {D} }为例：

### 濃度平衡常數
濃度平衡常數，代號{\displaystyle K_{\mathrm {c} }}。
適用於氣相或是液相的平衡，以體積莫耳濃度（{\displaystyle [M]}）表示各成分的濃度：
{\displaystyle K_{\mathrm {c} }={\frac {[C]^{c}[D]^{d}}{[A]^{a}[B]^{b}}}}

### 壓強平衡常數
壓強平衡常數，代號{\displaystyle K_{\mathrm {p} }}
僅適用於氣相平衡，以分壓表示各成分的濃度：
{\displaystyle K_{\mathrm {p} }={\frac {P_{C}^{c}P_{E}^{e}}{P_{A}^{a}P_{B}^{b}}}}

### 濃度平衡常數和壓強平衡常數的關係
{\displaystyle K_{\mathrm {p} }=K_{\mathrm {c} }(RT)^{\Delta n}}
其中{\displaystyle \Delta n=(c+d)-(a+b)}

#### 證明過程
根據理想氣體反應方程式{\displaystyle pV=nRT}
同除以體積{\displaystyle p={\frac {n}{V}}RT=C_{M}RT}
其中{\displaystyle C_{M}={\frac {n}{V}}}為體積莫耳濃度，所以{\displaystyle p(\mathrm {A} )=C_{M}(\mathrm {A} )RT}...
代入{\displaystyle K_{\mathrm {p} }}即可得到此式

### 單位
- {\displaystyle K_{\mathrm {c} }}：{\displaystyle \mathrm {mol} ^{\Delta n}}，常常省略不寫。
- {\displaystyle K_{\mathrm {p} }}：{\displaystyle \mathrm {atm} ^{\Delta n}}或是{\displaystyle \mathrm {mmHg} ^{\Delta n}}或是{\displaystyle \mathrm {Pa} ^{\Delta n}}，常常省略不寫。

## 意義
平衡常數大，表示達到平衡時，大部分的反應物轉成生成物，生成物产率高，反应物转化率也高，反之亦然。
平衡常數只和溫度、溶劑種類、本性有關，而与反应速率、体系压强等无关。反应速率受速率常数影响，当正逆反应速率相等时，反应达到平衡，此时速率常数之比恰为平衡常数。
是否達到平衡，可以与反应商（Q，分为浓度商和压强商）來比較
- {\displaystyle Q>K}　生成物濃度太高，未達到平衡，反應將向左移動，直到 {\displaystyle Q=K}，才達平衡。
- {\displaystyle Q<K}　反應物濃度太高，未達到平衡，反應將向右移動，直到 {\displaystyle Q=K}，才達平衡。
- {\displaystyle Q=K}　反應已達到平衡狀態。

## 寫法
通常，固体和纯液体不计入平衡常数。
例如：
{\displaystyle {\ce {CaCO3(s) <=> CaO(s) + CO2(g)}}}
因為碳酸鈣和氧化鈣都是固體，其濃度正比於其密度，在化學平衡的定溫情況下為定值，不會影響平衡狀態與平衡常數，所以
{\displaystyle K_{\mathrm {c} }=[CO_{2}]}
又如：
{\displaystyle {\ce {Zn(s) + 2Ag+ (aq) <=> Zn^2+ (aq) + 2Ag(s)}}}
{\displaystyle K_{\mathrm {c} }={\frac {[\mathrm {Zn} ^{2+}]}{[\mathrm {Ag} ^{+}]^{2}}}}
{\displaystyle {\ce {I2(s) <=> I_{2}(CCl_4)}}}
{\displaystyle K_{\mathrm {c} }=\mathrm {[I_{2}](CCl_{4})} }
{\displaystyle {\ce {C(s) + CO2(g) <=> 2CO(g)}}}
{\displaystyle K_{\mathrm {c} }={\frac {[CO]^{2}}{[CO_{2}]}}}